# Pat Hawkins (Leichtathletin)
Pat Hawkins (verheiratete Collins; * 24. August 1950) ist eine ehemalige US-amerikanische Sprinterin und Hürdenläuferin.
1971 siegte sie bei den Panamerikanischen Spielen in Cali in der 4-mal-400-Meter-Staffel.
Von 1969 bis 1972 wurde sie viermal in Folge US-Meisterin im 200-Meter-Hürdenlauf (der 1973 durch den 400-Meter-Hürdenlauf ersetzt wurde) und 1971 US-Hallenmeisterin über 60 Yards.

## Persönliche Bestzeiten
- 100 m: 11,5 s, 10. Juli 1971, Bakersfield
- 80 m Hürden: 11,9 s, 24. August 1968, Walnut
- 100 m Hürden: 13,9 s, 9. Juni 1973, New York City
- 400 m Hürden: 57,4 s, 28. Juni 1975, White Plains